# Los Ríos (region)
39°48′30″S 73°14′30″V / 39.80833°S 73.24167°V
Los Ríos er en af Chiles regioner og har nummer XIV på den officielle liste. Los Ríos er en af de senest dannede regioner, idet den først trådte i funktion i 2007. Den blev dannet ved, at man tog Valdivia-provinsen ud af Los Lagos og gjorde den til en selvstændig region. Samtidig opdelte man provinsen, så den nye region fik to provinser.
Regionen har et areal på 18.429,5 km² og grænser op til Araucanía mod nord, mod syd til Los Lagos, mod øst til Argentina og mod vest til Stillehavet. Hovedbyen er havnebyen Valdivia, og andre vigtige byer er La Unión og Río Bueno.

## Geografi og natur
Los Ríos indeholder hovedsageligt fire forskellige landskabstyper: Bjergkæden ved kysten, lavlandet, de første bjerge samt Andesbjergene. Disse typer ligger stort set parallelt med kysten fra vest mod øst. Kystbjergene er ikke så høje (ikke over 1000 m) og området her er karakteriseret ved tempereret løvfældende skov, der dog suppleres af plantede douglasgraner og eukalyptus.
Der er to større flade områder i lavlandet, som i stor udstrækning bruges til landbrug. Det er områderne omkring San José de la Mariquina og Los Llanos omkring La Unión. De første bjerge er op til 1.500 m og har en del temmelig dybe søer. Omkring flere af disse søer er der ligeledes landbrugsarealer.
I Los Ríos-delen af Andes er der flere aktive vulkaner, blandt andet Carrán-Los Venados (seneste udbrud 1979) og Puyehue-Cordón Caulle (seneste udbrud 1960), og der findes ligeledes en række geysere.

## Historie
Da Chile blev en selvstændig stat, var Valdivia en af de oprindelige otte provinser. Dette skete af strategiske grunde, idet man ville undgå, at spanierne i området skulle blive en trussel mod uafhængigheden. Med ankomsten af en række tyske immigranter til især byen Valvidia fik den lokale økonomi et løft, idet de tog initiativ til oprettelsen af en række produktionsvirksomheder. Omkring 1900 var byen den tredjemest industrialiserede i landet, men økonomien stagnerede især i mellemkrigstiden, og velstanden faldt i området. Tilstandene blev yderligere forværret af jordskælvet i Chile 1960, hvor en stor del af byen blev ødelagt, og en ikke ubetydelig andel af befolkningen flyttede andre steder hen.
Da militærjuntaen i 1974 skabte regionstrukturen i landet, blev Valdivia-provinsen placeret i Los Lagos-regionen. Samtidig blev Puerto Montt udpeget som regionens hovedby, hvilket befolkningen i Valdivia protesterede meget over, idet denne by var meget ældre end Puerto Montt og havde vist sig modstandsdygtig over for såvel naturkatastrofer som angreb fra sørøvere og fjendtlige indfødte. 
I 2007 besluttede man at justere på den oprindelige regioninddeling, og i den forbindelse blev Los Ríos skabt ved at tage Valdivia-provinsen ud af Los Lagos. Begrundelsen herfor var, at denne provins havde en betydelig længere historie end de øvrige i Los Lagos, at provinsens region var mere orienteret mod skovbrug, mens de andre provinser var mere orienteret mod landbrug, samt at Valdivia-provinsen havde en betydelig større befolkning end flere af de andre provinser. 

## Administration
Los Ríos er opdelt i to provinser: Valdivia og Ranco. Disse provinser er igen opdelt i sammenlagt 12 kommuner.

## Demografi
I  regionen boede der ved folketællingen i 2002 356.396 mennesker, hvoraf en markant del bor i landdistrikter (32%). De største bymæssige bebyggelser er hovedbyen Valdivia med 140.559 indbyggere. Af andre større byer i regionen finder man La Unión (39.447 indbyggere), Panguipulli (33.273) og Río Bueno (32.627).
En relativt stor del af befolkningen (sammenlignet med det øvrige Chile) opfatter sig selv som oprindelige folk; procentdelen er 11,3 mod 4,5 i landet som helhed.